# 싱칭구

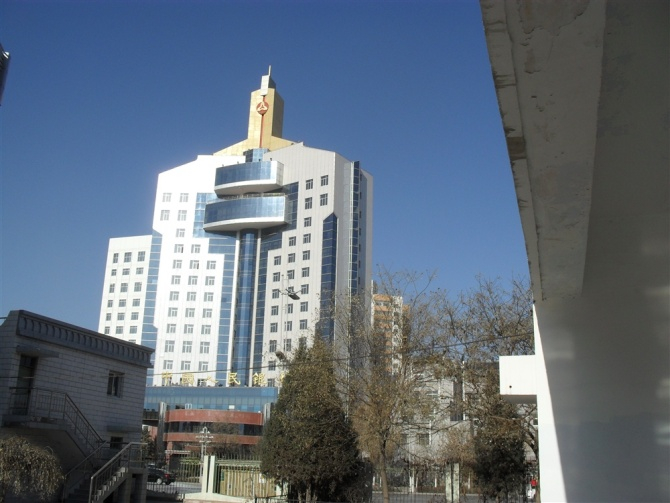

싱칭구(한국어: 흥경구, 중국어: 兴庆区, 병음: Xīngqìng Qū)는 중국 닝샤 후이족 자치구 인촨 시의 현급 행정구역이다. 넓이는 827km2이고, 인구는 2007년 기준으로 470,000명이다.
싱칭 구는 닝샤 후이족 자치구의 성도 인촨의 정치, 경제, 과학, 문화, 금융, 상업의 중심지이다. 비록 인구의 대다수가 한족이기는 하지만 약 85,000명의 후이족이 거주한다.

## 행정 구역
11개 가도, 2개 진, 2개 향을 관할한다.
- 가도: 凤凰北街街道, 解放西街街道, 文化街街道, 富宁街街道, 新华街街道, 玉皇阁北街街道, 前进街街道, 中山南街街道, 银古路街道, 胜利街街道, 丽景街街道.
- 진: 掌政镇, 大新镇.
- 향: 通贵乡, 月牙湖乡.